# Golden Triangle (Mississippi)
Golden Triangle (GTR) là một khu vực ở phía đông trung tâm của tiểu bang Mississippi của Hoa Kỳ. "Tam giác" được hình thành bởi các thành phố Columbus, Starkville và West Point nhưng khu vực này thường được định nghĩa rộng hơn bao gồm tất cả các hạt Clay, Lowndes và Oktibbeha và đôi khi cũng có thêm các cộng đồng và quận xung quanh.  Thuật ngữ này được tạo ra như một chiến lược tiếp thị vào những năm 1990 để thúc đẩy phát triển kinh tế trong khu vực và khuyến khích sự hợp tác bổ sung giữa các cộng đồng địa phương trong việc thu hút đầu tư. 
Ba quận là quê hương của một dân số trên 128.000 và 500.000 người lao động trong phạm vi 60 dặm trong khu vực. Tiềm năng phát triển kinh tế của khu vực được neo lại bởi sự hiện diện của Đại học bang Mississippi, Căn cứ không quân Columbus và các ngành công nghiệp liên quan trong nghiên cứu, sản xuất công nghệ cao, hàng không vũ trụ, giao thông vận tải và giáo dục. GTR đã thu hút được 5,9 tỷ đô la đầu tư vốn kể từ năm 2008.